# La Guitarra Brasiliana (EP, 1978)
La Guitarra Brasiliana ist das 41. Extended-Play-Album des österreichischen Schlagersängers Freddy Quinn, das 1978 im Musiklabel Polydor (Nummer 2835 044) in Deutschland veröffentlicht wurde.

## Schallplattenhülle
Auf der Schallplattenhülle ist Freddy Quinn zu sehen, der ein weißes Hemd und darüber ein Jeanshemd trägt. Der Schriftzug „Freddy Quinn“ und die Liedtitel sind in gelben Großbuchstaben angebracht.

## Musik
Die Lieder auf Seite A sind von Joe Kirsten arrangiert, Aloa Oe zudem von Victor Bach. Beide Lieder auf Seite B sind von Horst Wende arrangiert, La Paloma zudem von Victor Bach und Freddy Quinn.
Vaya con Dios wurde im Original von Anita O’Day im Jahr 1953 gesungen und von Buddy Pepper, Inez James und Larry Russell geschrieben. Dieses Lied sang Freddy Quinn erstmals 1965.
Aloa Oe, im Original als Aloha ʻOe bekannt, wurde von der hawai’ianischen Königin Liliʻuokalani 1877 komponiert.
Rolling Home ist ein bekannter Shanty aus dem 18. Jahrhundert, den Freddy Quinn 1961 veröffentlichte.
La Paloma ist eine Komposition des spanisch-baskischen Komponisten Sebastián de Yradier (1809–1865), von dem die älteste vorhandene Tonaufnahme ungefähr um 1880 entstand. Dieses Lied war für Freddy Quinn ein Millionenhit.

## Titelliste
Das Album beinhaltet folgende fünf Titel:
- Seite 1

1. La Guitarra Brasiliana
2. Vaya con Dios
3. Aloa Oe

- Seite 2

1. Rolling Home
2. La Paloma